# Гологори (село)
Голого́ри — село в Україні, у Золочівському районі Львівської області. Населення становить 658 осіб. Орган місцевого самоврядування — Золочівська міська рада. Давніше було містечком.

## Географія
У селі річка Гнила Липа впадає у Золоту Липу.

### Клімат
| Клімат Гологорів          | Клімат Гологорів | Клімат Гологорів | Клімат Гологорів | Клімат Гологорів | Клімат Гологорів | Клімат Гологорів | Клімат Гологорів | Клімат Гологорів | Клімат Гологорів | Клімат Гологорів | Клімат Гологорів | Клімат Гологорів | Клімат Гологорів |
| Показник                  | Січ.             | Лют.             | Бер.             | Квіт.            | Трав.            | Черв.            | Лип.             | Серп.            | Вер.             | Жовт.            | Лист.            | Груд.            | Рік              |
| Середній максимум, °C     | −1,7             | −0,4             | 4,4              | 12,4             | 18,5             | 21,7             | 23,0             | 22,4             | 18,0             | 12,3             | 5,2              | 0,3              | 11               |
| Середня температура, °C   | −4,5             | −3,1             | 1,0              | 7,7              | 13,3             | 16,5             | 17,7             | 17,0             | 13,1             | 7,9              | 2,4              | −2,1             | 7                |
| Середній мінімум, °C      | −7,2             | −5,8             | −2,4             | 3,1              | 8,1              | 11,3             | 12,5             | 11,7             | 8,2              | 3,6              | −0,3             | −4,4             | 3                |
| Норма опадів, мм          | 34               | 33               | 35               | 49               | 76               | 89               | 95               | 71               | 58               | 41               | 39               | 43               | 663              |
| ------------------------- | ---------------- | ---------------- | ---------------- | ---------------- | ---------------- | ---------------- | ---------------- | ---------------- | ---------------- | ---------------- | ---------------- | ---------------- | ---------------- |
| Джерело: climate-data.org |                  |                  |                  |                  |                  |                  |                  |                  |                  |                  |                  |                  |                  |

## Назва
Перекази зберегли давню назву сучасного села Гологори як «містечко Дукля». Археологічні дослідження, проведені в 60-х рр. XX століття, виявили тут поселення висоцької, липецької та черняхівської культур XI—XIII ст.

## Історія
Дукля (Гологори) — одне із найдавніших поселень Галичини. Перша згадка про «Княжі Голі гори» і «Рожене поле» була в літописі за 1099 р. 1132 року місто Гологори згадано в літописах і хроніках. Належало до Звенигородського князівства, а 1140 року Звенигородський князь Володимир приєднав місто до Галицького князівства. Інший літопис розповідає, що року 1144 на Великому полі поблизу Гологір відбулася битва Київського князя Всеволода Олеговича з Володимиром Володаровичем.
Інтенсивного розвитку Гологори досягли в XV ст. Поселення Дукля стало важливим торговим центром, через який проходили торгові шляхи. В XVII—XVIII століттях тут проводилися великі кінні ярмарки, продавали велику рогату худобу.
Згадується село 14 лютого 1446 року в книгах галицького суду.
У 1469 р. Гологори одержали магдебурзьке право. З XVIII століття збереглися примірники печатки місцевої ратуші, на якій зображено руїни Гологірського замку.

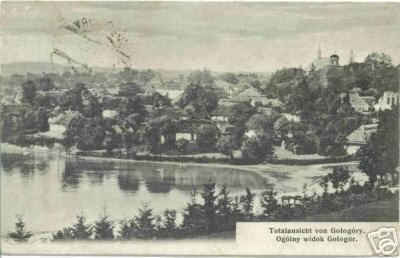
Панорама села. Світлина з 1909 року

Справжнім лихом для міста і всієї округи були часті турецько-татарські набіги. У 1498 р. татари вкотре обложили замок. За переказами, у цьому бою загинув їхній воєначальник, улюблений ханський син. Жителі Гологір захоронили його прах на гірській вершині навпроти замку. Там же, на відзнаку перемоги у боротьбі з татарською навалою, спорудили пам'ятний знак. Це 5-метрова капличка 1670-х років, побудована у вигляді масивної колони, що стоїть на пагорбі, названому на честь св. Марка. За легендою, колона споруджена на честь перемоги над татарським загоном, що взяв замок в облогу. Сталося це у день св. Марка.
Колона, що носить в народі назву «Марко», розташована при в'їзді в Гологори з лівого боку.
Гологори населяли українці, поляки і жиди (євреї). В 1895 р. Барон Гірш (нім. Hirsch) заснував у Гологорах приватну єврейську школу, яка отримала статус державної школи в 1901 р. Діяв заклад до 1939 р. Відвідували школу не лише юдеї, а й діти інших конфесій. Окрім грамоти, учнів тут вчили боднарській справі. У 1941 р. євреї в Золочівському районі були винищені нацистами.
Статус міста Гологори зберегли до 1939 р. У 1929 р. населення міста почало скорочуватись і становило на той час 2480 осіб. Покинуті в час війни давні будинки навколо ринкової площі розібрали для будівництва будівель райкому і райвиконкому у Красне, що було райцентром (1944—1959). Це остаточно знищило вигляд давнього міста, сліди земляних фортифікацій якого проглядаються донині. Руїни замку повністю розібрали для будівництва корівників, руїни яких видніються сьогодні.
Сьогодні в селі залишились лише храми Св. Юрія і Пресвятої Трійці.
Є греко-католицька церква. Серед старих колгоспних споруд — бетоноване зерносховище округлої форми.

## Околиці

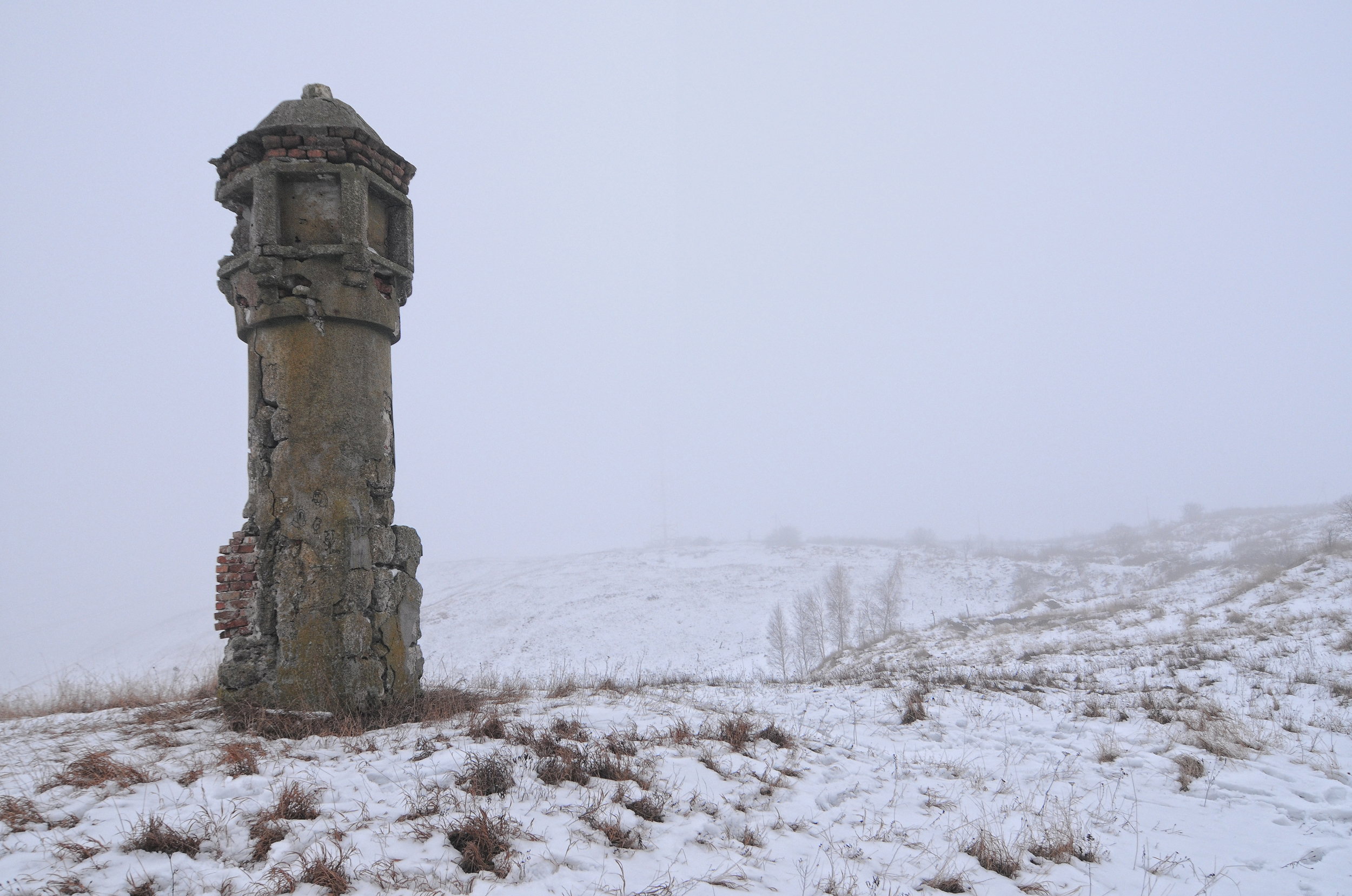
Колона «Марко» в Гологорах

Під'їжджаючи з півночі трасою до Гологорів, ліворуч розташована Лиса Гора, що є природним заповідником. Висота гори — 420 м над р. м. Її західні та північні схили круті, південні та східні — пологі. Лиса Гора покрита лучно-степовою рослинністю, трапляються рідкісні види гірської рослинності: скабіоза блискуча (в Європі росте лише в Піренеях, Альпах і Карпатах) та козилець гірський. Виявлено відкасник будяколистий — одну з найрідкісніших рослин української флори, давній релікт і ендем, а також — сон-траву, підсніжник білий, горицвіт, котячі лапки карпатські, що занесені до Червоної книги України.
Село розташоване в межах мальовничого низькогірного пасма Гологори, вздовж якого поруч зі селом проходить Головний європейський вододіл.

## Пам'ятки

### Втрачені
Парафіяльний костел у містечку (арх. Франциск Ксаверій Кульчицький) будували в 1774–1790 роках, посвячений у 1828, зруйнований у 1950-х. Стиль — бароко. Його світлину можна побачити у праці «Przeszlość і zabytki województwa Tarnapolskiego» (S. XLVIII).

### Гологірський замок
Окрасою міста був Гологірський замок — один з найдавніших на Галичині оборонних замків, збудований у XV ст. Замок мав чотирикутну форму, його оточували вали і рів з водою. До нього можна було увійти лише через підйомний міст. Замок мав таємний вихід у лісі біля с.Гологірки.

## Відомі люди
- Вірлик Петро Іванович — керівник Золочівського окружного проводу ОУН, Лицар Срібного хреста заслуги УПА
- Дольницький Мирон Андрійович — український військовик, географ. Четар УГА.
- Композитор Ярослав Лопатинський — у 1905—1936 рр. проживав і працював у Гологорах, могила композитора розташована біля храму Св. Дмитрія у селі Гологірки
- Михайлюк Петро Тадейович (1974—2017) — прапорщик Збройних сил України, учасник російсько-української війни.
- Миколай-Єронім Сенявський — часто перебував у містечку.

### Дідичі
- Миколай з Гологорів гербу Дембно — львівський підкоморій[5] та підкоморій, галицький каштелян[6]
- Ян Сененський — каштелян кам'янецький
- Ян Сененський — львівський латинський архієпископ, каштелян галицький
- Миколай-Єронім Сенявський — державний діяч Речі Посполитої, один із найбільших польських магнатів
- Адам Миколай Сенявський — державний діяч Речі Посполитої, син попереднього.
- Микола Василь Потоцький — небіж попереднього, меценат (костел, церква Юрія та шпиталь убогих у Гологорах.[7]).